# ایگور ماتانوویچ
ایگور ماتانوویچ (انگلیسی: Igor Matanović؛ زادهٔ ۳۱ مارس ۲۰۰۳) بازیکن فوتبال اهل آلمان است.
وی همچنین در تیم‌های ملی فوتبال Croatia national under-14 football team، جوانان آلمان، و جوانان آلمان بازی کرده‌است.